# Хелле Доллеріс
Хелле Доллеріс (дан. Helle Dolleris; нар. 5 серпня 1965, Обюбро, Данія — данська театральна та кіноакторка.

## Біографія
Хелле Доллеріс народилася 5  серпня 1965 року в Обюбро. Закінчила Данську школу сценічних мистецтв (1993).

## Фільмографія
- Мерехтливі вогні (2000)[4]
- Медальйон Торсена (2005)
- Уряд (2010—2013)